# 英國鐵路180型柴聯車
英國鐵路180型柴聯車是英國鐵路使用的一種柴油液體傳動式高速柴聯車。

## 簡介
英國鐵路180型柴聯車是一種柴油液體傳動式柴聯車，由阿尔斯通在2000／2001年为第一大西部鐵路建造。本型車與英國鐵路175型柴聯車同屬於Coradia1000系列。由於反覆出現技術問題，第一大西部鐵路在2008／2009年度將所有的車組移交回租赁公司Angel Trains。閒置一段時間以後，本型車租給了赫爾火車（Hull Trains）與大中央鐵路，其餘車輛仍由第一大西部鐵路營運；之後也轉交由大中央鐵路使用。 

## 技術細節
本型車共14組，编号180101-180114。每組由五節車廂組成，每節車廂均有一部康明斯 QSK19柴油引擎，出力為 560 kW（750 hp）於每分鐘2100轉轉速。兩端為標準艙駕駛車，中間為兩節標準艙與一節頭等艙客車。每組總重為278噸。
本型車以液壓傳動，使用福伊特三速變速箱驅動每節車廂一個動力轉向架的兩個動軸，並配備流体动力制动（短期相當750 千瓦，連續相當420 千瓦）。極速125英里（約201公里），本型車是世界上唯一的柴油液體傳動式高速柴聯車（德國的ICE-TD與英國鐵路222型皆採用柴油電力傳動）。

## 編成
| 型式 | 使用公司   | 數目 | 建造年份 | 每組車廂數 | 編號                        |
| ---- | ---------- | ---- | -------- | ---------- | --------------------------- |
| 180  | 大中央鐵路 | 10   | 2000–01  | 5          | 180101–180108,180112,180114 |
| 180  | 赫爾火车   | 4    | 2000–01  | 5          | 180109–180111,180113        |